# Älgtjärnen (Laxsjö socken, Jämtland)
Älgtjärnen är en sjö i Krokoms kommun i Jämtland och ingår i Indalsälvens huvudavrinningsområde.